# Sahib al-Bab
Sàhib al-Bab fou un títol de la cort del Califat Fatimita d'Egipte que equival a Gran Camarlenc, i exercia un emir de primer rang. El títol anava al darrere en importància del de visir i era considerat un visirat menor; diversos titulars foren després visirs.